# Блищиводи
Блищи́води —  село в Україні, у Жовківській міській громаді Львівського району Львівської області. В селі збереглася дерев'яна церква Покрова Пресвятої Богородиці (1910)].

## Історія
Село Блищиводи належало до Жовківського повіту та розташоване за 8 км на схід від Жовкви, у лісистій, болотистій та піщаній околиці.
У податковому реєстрі 1515 року в селі документується 2 і 1/4 лану (близько 56 га) оброблюваної землі.
В другій половині XIX століття це село викупили німецькі колоністи, викопали рови, осушили ґрунт, і викорчувавши значну територію лісу, замінили його на орну ріллю. У 1880 році населення становило 999 осіб, з них: 307 греко-католиків, 262 римо-католики, 120 протестантів, 10 юдеїв. До Блищиводів належав присілок Оплітна та німецька колонія Еренфельд. Село належало до греко-католицької парафії в Смерекові, до римо-католицької в Куликові; власником був Ян Мюллер.
12 червня 2020 року, відповідно до розпорядження Кабінету Міністрів України № 718-р «Про визначення адміністративних центрів та затвердження територій територіальних громад Львівської області», село увійшло до складу Жовківської міської громади.
19 липня 2020 року, в результаті адміністративно-територіальної реформи та ліквідації Жовківського району, село увійшло до складу новоствореного Львівського району.

## Населення

### Мова
Розподіл населення за рідною мовою за даними перепису 2001 року:
| Мова       | Кількість | Відсоток |
| ---------- | --------- | -------- |
| українська | 306       | 99.03%   |
| російська  | 3         | 0.97%    |
| Усього     | 309       | 100%     |

## Відомі люди
У селі похований Красюк Микола Ігорович, український поет, який писав шрифтом Брайля.